# Кофе и сигареты: Где-то в Калифорнии
«Кофе и сигареты: Где-то в Калифорнии» (англ. Coffee and Cigarettes: Somewhere in California), также известен как «Кофе и сигареты III» (англ. Coffee and Cigarettes III) — короткометражный чёрно-белый фильм Джима Джармуша. Третий фильм из цикла «Кофе и сигареты», который в 2003 году был выпущен как полнометражный фильм.
Фильм был показан на Каннском кинофестивале в 1993 году и был удостоен «Золотой пальмовой ветви» за лучшую короткометражную ленту.

## Сюжет
Музыканты Том Уэйтс и Игги Поп встречаются в баре где-то в Калифорнии. Уэйтс рассказывает о том, что только что сделал операцию прямо на обочине дороги. Игги, не знавший о том, что Том — врач, удивляется. Затем оказывается, что оба недавно бросили курить, и в честь этого Уэйтс предлагает выкурить по одной сигарете. Игги рекомендует Тому хорошего барабанщика, с которым он недавно познакомился, но Уэйтс, сам исполняющий партии ударных на своих альбомах, оскорбляется. Вскоре Игги уходит, а Уэйтс в его отсутствие закуривает ещё одну сигарету.